# Frank B. Morrison

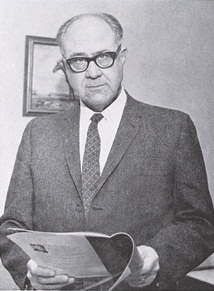
Frank B. Morrison

Frank Brenner Morrison (* 20. Mai 1905 in Golden, Colorado; † 19. April 2004 in McCook, Nebraska) war ein US-amerikanischer Politiker und zwischen 1961 und 1967 der 32. Gouverneur des Bundesstaates Nebraska.

## Frühe Jahre
Nach der Grundschule besuchte Frank Morrison bis 1927 die Kansas State University. Anschließend studierte er an der University of Nebraska Jura. Dort machte er im Jahr 1931 auch sein juristisches Examen. Für kurze Zeit betätigte sich Morrison als Lehrer, ehe er in Stockville eine Anwaltspraxis eröffnete. Im Jahr 1934 wurde er Staatsanwalt im Frontier County. Zwischen 1948 und 1970 bewarb Morrison sich insgesamt fünfmal erfolglos um einen Sitz im Kongress. Stattdessen wurde er im Jahr 1960 von der Demokratischen Partei als Kandidat für die anstehende Gouverneurswahl nominiert, die er dann auch mit 52:48 Prozent der Stimmen gegen den Republikaner John R. Cooper gewann.

## Gouverneur von Nebraska
Morrisons Amtszeit als Gouverneur begann am 5. Januar 1961, fast zeitgleich mit dem Regierungsantritt von John F. Kennedy als US-Präsident. Er war sowohl ein Vertrauter Kennedys als auch von dessen Nachfolger Lyndon B. Johnson. Nachdem er in den Jahren 1962 und 1964 jeweils in seinem Amt bestätigt wurde, konnte er es bis zum 5. Januar 1967 ausüben. In dieser Zeit wurde das Haushaltssystem des Staates neu strukturiert. Die Einkommensteuer für den Staat Nebraska (nicht zu verwechseln mit der Bundeseinkommensteuer) wurde eingeführt. Der Gouverneur gab eine Studie zum Gewässerschutz in Auftrag. Damals wurde auch für die im öffentlichen Dienst von Nebraska Beschäftigten ein neues Rentensystem eingeführt. Auf dem Bildungssektor wurde das Schulfernsehen Bestandteil des Unterrichts. Eine Verfassungsreform von 1962 verlängerte die Amtszeit der Gouverneure von Nebraska von zwei auf vier Jahre. Diese Regelung trat aber erst nach den Wahlen des Jahres 1966 in Kraft.

## Weiterer Lebenslauf
Nach dem Ende seiner letzten Amtszeit war Morrison in Indien für die Agency for International Development tätig. Im Jahr 1971 war er Mitglied eines Ausschusses, der über eine Reform des Justizwesens von Nebraska beriet. Zwischen 1971 und 1974 war er für das Douglas County juristisch tätig. Danach zog er sich in das Privatleben zurück. Er starb im Jahr 2004 im Alter von fast 99 Jahren. Frank Morrison war mit Maxine Elizabeth Hepp verheiratet, mit der er drei Kinder hatte.